# Galina Visjnevskaja

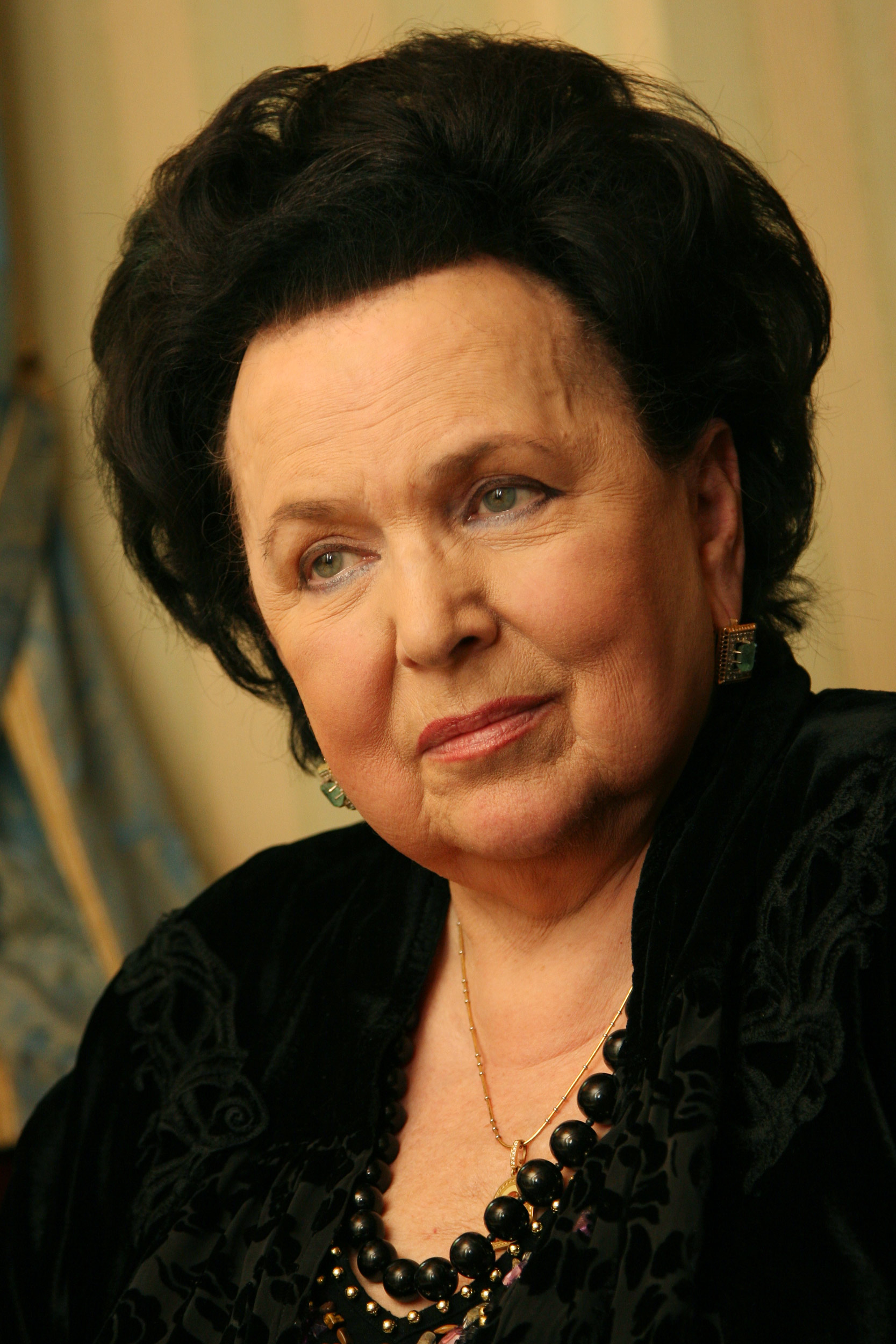
Galina Visjnevskaja in 2008

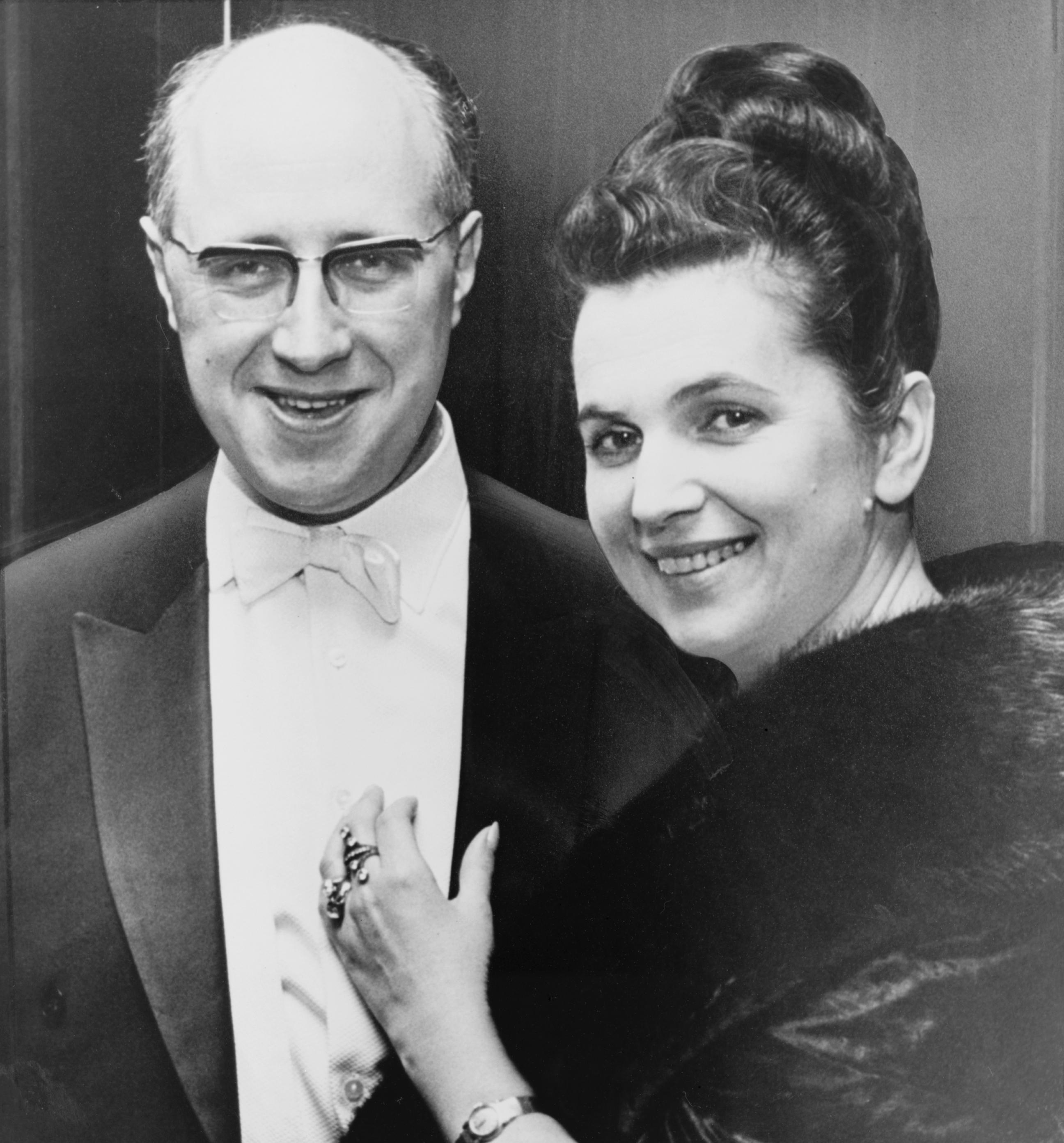
Visjnevskaja met Rostropovitsj

Galina Pavlovna Visjnevskaja (Russisch: Гали́на Па́вловна Вишне́вская) (Leningrad, 25 oktober 1926 – Moskou, 11 december 2012) was een Russische sopraan. Zij was vooral bekend als prima donna in het operagezelschap van het Bolsjojtheater in Moskou en als echtgenote van de cellist, pianist en dirigent Mstislav Rostropovitsj. Samen speelden zij een belangrijke rol als dissidenten in de Sovjet-Unie.

## Biografie
Zij werd geboren als Galina Pavlovna Ivanova. De achternaam Visjnevskaja, die ze altijd is blijven gebruiken, kreeg ze bij haar zeer kortstondige huwelijk met de zeeman Georgi Visjnevski in 1944. In datzelfde jaar debuteerde ze als zangeres in een operette. Ze hertrouwde met Mark Rubin, de directeur van het Leningrader Operettetheater waar ze acht jaar de belangrijkste soubrette was. Hun zoon stierf al na twee maanden.
Ze leek voorbestemd voor de lichte muziek, maar na een jaar studie bij de zangpedagoge Vera Garina won ze in 1952 een concours van het Bolsjojtheater. Daar kreeg ze een aanstelling als operazangeres en klom al snel op tot eerste soliste en prima donna. In 1955 verliet ze Rubin voor Mstislav Rostropovitsj, die toen al een beroemde cellist was. Zij kregen twee dochters, Olga en Elena. Het huwelijk was stormachtig, maar ze vormden een hecht paar. Rostropovitsj begeleidde haar ook als pianist en dirigent. Zij traden regelmatig samen op, zowel in de opera als in recitals. Hun opnamen van werken van hun vriend Dmitri Sjostakovitsj (zoals de opera Lady Macbeth uit het district Mtsensk en diverse liedcycli) hadden groot succes, ook buiten de Sovjet-Unie.
Als gevierde Sovjetkunstenaars hadden Visjnevskaja en Rostropovitsj toestemming om buiten hun land op te treden. In 1960 debuteerde ze in het Nationale Theater van Sarajevo, in 1961 in de Metropolitan Opera in New York en in 1962 in het Royal Opera House in Londen, steeds in de rol van Aida van Verdi. Bij haar debuut in La Scala in Milaan in 1964 zong ze Liù in Puccini's Turandot, naast Birgit Nilsson en Franco Corelli.
Naast haar vele rollen in Russische opera's van onder meer Tsjaikovski, Moessorgski, Rimski-Korsakov, Prokofjev en Sjostakovitsj, bestond haar repertoire ook uit Violetta in La traviata, Tosca, Cio-Cio-San in Madama Butterfly, Leonore in Fidelio en Cherubino in Le nozze di Figaro. De sopraanpartij in het War Requiem van Benjamin Britten, met wie het echtpaar bevriend was, werd in 1962 speciaal voor haar geschreven. Voor de wereldpremière in Coventry onder Brittens leiding, waaraan ook Peter Pears en Dietrich Fischer-Dieskau deelnamen, moest zij echter vervangen worden door Heather Harper, omdat zij geen toestemming kreeg naar Engeland af te reizen. Op de eerste Decca-grammofoonplaat van het werk is zij wel te horen en ook nam ze deel aan de Nederlandse première in het Amsterdamse Concertgebouw tijdens het Holland Festival 1964. Ook de sopraanpartij in de Symfonie nr. 14 van Sjostakovitsj is voor haar gecomponeerd.
In 1966 kreeg ze de eretitel van "Kunstenaar van het Volk van de Sovjet-Unie". Samen met de mezzosopraan Irina Archipova behoorde zij jarenlang tot de Russische topdiva's. In de internationale pers werd zij zelfs als "primadonna assoluta" betiteld. De verstandhouding met de Sovjetautoriteiten verslechterde echter toen Rostropovitsj en Visjnevskaja steeds openlijker de kant kozen van de dissidenten die actie voerden voor een democratisch Rusland. Zo lieten zij Aleksandr Solzjenitsyn in hun datsja wonen, waar hij De Goelag Archipel schreef. Uiteindelijk verliet het echtpaar in 1974 met "lang verlof" (eigenlijk als ballingen) de Sovjet-Unie en in 1978 werd hun het Russisch staatsburgerschap ontnomen. Zij vestigden zich afwisselend in de Verenigde Staten en Parijs. In die stad nam Galina Visjnevskaja in 1982 afscheid van het operapodium in de rol van Tatjana in Tsjaikovski's Jevgeni Onegin.
Daarmee was haar rol als kunstenares niet uitgespeeld. In 1984 publiceerde zij onder de titel Galina: A Russian story haar memoires, die in vele landen werden vertaald (in het Nederlands als Galina: Prima-donna in Rusland). In 1987 debuteerde zij in Washington D.C. als operaregisseur met De Tsarenbruid van Rimski-Korsakov. Deze enscenering heeft ze ook opgevoerd in Monte Carlo.
Na de val van de Sovjet-Unie in 1991 was het echtpaar weer in staat Rusland te bezoeken. Zij herkregen het staatsburgerschap, maar vestigden zich niet meer blijvend in hun moederland. In 2002 opende Visjnevskaja in Moskou haar eigen operatheater, het Operacentrum Galina Visjnevskaja. Zij ging ook samenwerken met de filmregisseur Aleksandr Sokoerov. Hij maakte met haar twee films: in 2006 de documentaire Elegy of a life: Rostropovich, Vishnevskaya en in 2007 de speelfilm Aleksandra. Daarin speelde zij de grootmoeder van een soldaat in de Tweede Tsjetsjeense Oorlog. Deze film ging in première tijdens het Filmfestival van Cannes 2007. In datzelfde jaar stierf haar echtgenoot Rostropovitsj.
Galina Visjnevskaja kampte al enige tijd met een slechte gezondheid toen zij op 11 december 2012 op 86-jarige leeftijd in Moskou overleed. Precies een week eerder was haar door president Vladimir Poetin de Orde van Verdienste voor het Vaderland toegekend. Zij ligt begraven naast Rostropovitsj op de Novodevitsjibegraafplaats in Moskou.

## Opnamen (selectie)
- Britten: War Requiem, 1963
- Britten: The Poet's Echo, 1968
- Moessorgski: Liederen en Dansen van de Dood, 1961 en 1976
- Moessorgski: Boris Godoenov, 1970 en 1987
- Puccini; Tosca, 1976
- Prokofjev: Oorlog en Vrede, 1986
- Rimski-Korsakov: De Tsarenbruid, 1970
- Sjostakovitsj: Lady Macbeth uit het district Mtsensk, 1978
- Tsjaikovski: Jevgeni Onegin, 1956 en 1970
- Tsjaikovski: Iolanta, 1984
- Tsjaikovsky: Schoppenvrouw, 1976